# 모래장지뱀
모래장지뱀(영어: sand lizard, 학명: Lacerta agilis 라케르타 아길리스[*])은 장지뱀과 모래장지뱀속의 일종이다. 유럽에서 몽골까지 넓은 지역에 걸쳐 고르지 못하게 분포한다. 이베리아반도에서는 볼 수 없다. 장지뱀과의 모식종이다.